# Demi-groupe 3x+1
En algèbre et en arithmétique, le demi-groupe 3x + 1  est un sous-demi-groupe particulier du demi-groupe des nombres rationnels positifs. Les éléments d'un ensemble de générateurs de ce demi-groupe sont liés à la suite de nombres intervenant dans la conjecture connue sous le nom de conjecture de Syracuse ou conjecture de Collatz ou encore conjecture d'Ulam, conjecture tchèque ou problème 3x+1. Le demi-groupe 3x + 1 a été utilisé pour démontrer une forme faible de la conjecture de Collatz, et a été en fait introduit à ce propos par Hershel Farkas en 2005. Diverses généralisations du demi-groupe 3x + 1  ont ensuite été construites et étudiées.

## Définition
Le demi-groupe 3x + 1 est le demi-groupe multiplicatif de nombres rationnels positifs engendré par les nombres rationnels 
{\displaystyle 2,1/2,3/5,5/8,7/11,\ldots }
qui sont, en plus de l’entier 2, les nombres de la forme 
{\displaystyle {\frac {2k+1}{3k+2}}\quad } pour  {\displaystyle \quad k\geq 0}.
Ce demi-groupe est relié à la fonction {\displaystyle T:\mathbb {Z} \to \mathbb {Z} } des entiers relatifs définie par 
{\displaystyle T(n)={\begin{cases}n/2&{\text{si }}n{\text{ est pair}}\\(3n+1)/2&{\text{sinon. }}\end{cases}}}
La conjecture de Syracuse affirme que, pour chaque entier positif n, une certaine itérée de la fonction T envoie n sur 1 ou, en d'autres termes, que T(k)(n) = 1 pour un certain entier k. Par exemple, si n = 7, alors les valeurs de T(k)(n) pour k = 1, 2, 3, . . . sont  11, 17, 26, 13, 20, 10, 5, 8, 4, 2, 1 et T(11)(7) = 1.
Le demi-groupe 3x + 1 est relié à la conjecture de Collatz par le fait qu'il est engendré par les fractions
{\displaystyle {\dfrac {n}{T(n)}}}
pour {\displaystyle n>0}, puisque {\displaystyle T(2k+1)=3k+2} et {\displaystyle T(2k)=k}.

## La conjecture de Collatz faible
Notons S le demi-groupe 3x + 1.
La conjecture de Collatz faible, énoncée par Farkas, affirme que le demi-groupe S contient tous les entiers positif. Le demi-groupe S a la propriété que si T(n) est dans S, alors n est dans S, parce que chaque n/T(n) est un générateur de S. Il en résulte que si un itéré de T(n) est égal à 1, alors n est dans S. Ainsi, la conjecture de Syracuse implique la conjecture faible. La conjecture faible a été démontrée par Applegate et Lagarias. Elle est une conséquence de la propriété suivante du demi-groupe S  : 
Le demi-groupe S est constitué de l'ensemble des nombres rationnels positifs a/b, avec a et b premiers entre eux, tels que b ≠ 0 (mod 3). En particulier, ce demi-groupe contient tous les entiers positifs.

## Le  demi-groupe sauvage («wild semigroup»)
Le demi-groupe engendré par l’ensemble des fractions T(n)/n ou, de manière équivalente, par 1/2 et les nombres
{\displaystyle {\frac {3k+2}{2k+1}}\quad } pour {\displaystyle \quad k\geq 0}
est appelé le demi-groupe sauvage (« wild semigroup » en anglais). Par le théorème d'Applegate et Lagarias, il est formé des entiers m tels que m ≠ 0 (mod 3). C'était la « Wild Numbers Conjecture », maintenant démontrée.